# Plesio
Plesio (lombardul: Pies) település Olaszországban, Lombardia régióban, Como megyében. Lakosainak száma 820 fő (2023. január 1.). Plesio Cremia, Grandola ed Uniti, Menaggio, Garzeno és San Siro községekkel határos.

## Népesség
A település lakossága az elmúlt években az alábbi módon változott:
| Lakosok száma | 850  | 840  | 820  |
|               | 2017 | 2018 | 2023 |